# Thom Fitzgerald

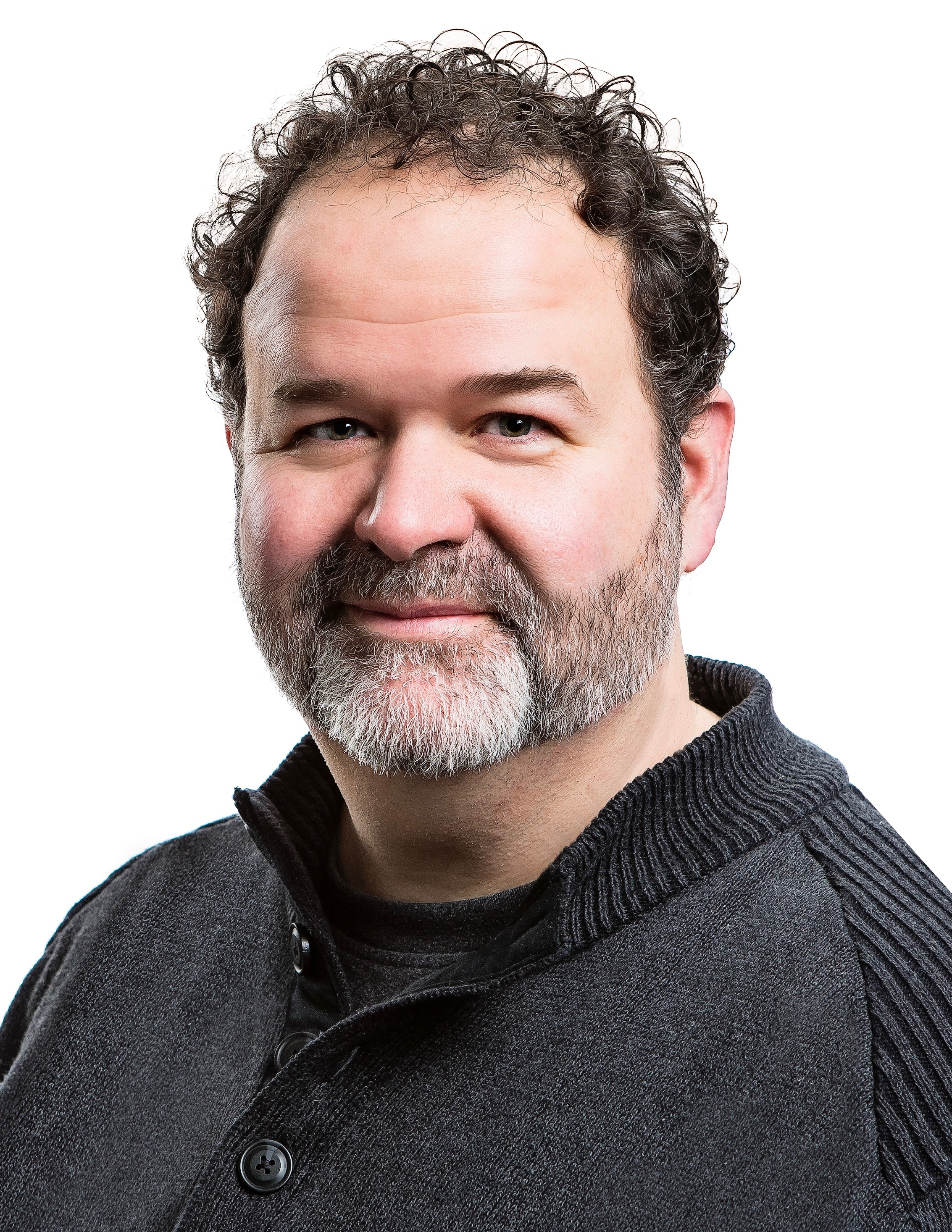
Thom Fitzgerald

Thom Fitzgerald (New Rochelle, 8 luglio 1968) è un regista, sceneggiatore e produttore cinematografico statunitense.

## Biografia
Fitzgerald è cresciuto a New Rochelle nello stato di New York, sua città natale. I suoi genitori divorziarono quando aveva cinque anni. Da allora si è trasferito, con la madre ed il fratello Timothy Jr., a Bergenfield in New Jersey, dove si è laureato alla Bergenfield High School. In seguito ha frequentato la The Cooper Union for the Advancement of Science and Art, l'università di Manhattan fondata nel 1859 da Peter Cooper.
Ha esordito alla regia nel 1997 con il film Il giardino dei ricordi. Nel 1999 ha diretto Beefcake, pellicola che ripercorre la vita e la carriera del fotografo Bob Mizer, specializzato nell'erotismo e nel nudo maschile con i suoi ritratti fotografici di modelli muscolosi in pose statuarie.

## Filmografia
- Il giardino dei ricordi (The Hanging Garden) (1997)
- Beefcake (1999)
- Wolf Girl – film TV (2001)
- The Wild Dogs (2002)
- The Event (2003)
- The Young Astronomer – cortometraggio (2004)
- 3 Needles (2005)
- The Gospel According to the Blues – film TV (2010)
- Cloudburst - L'amore tra le nuvole (2011)
- Ryan Doucette: Premiere Ronde – film TV (2012)
- Forgive Me – serie TV, 32 episodi (2013-2018)
- Sex & Violence – serie TV, 15 episodi (2013-2016)
- Splinters (2018)
- Le ragazze del Pandora's Box (Stage Mother) (2020)